# Arne Cheller
 Arne Cheller (født 1951) er en dansk politiker, efterlønner og tidligere bygningsmaler. Han blev valgt som formand for Kommunistisk Parti i Danmark (KPiD) på partikongressen i maj 2015. Er bosat i København.
Cheller har siden 2003 været medlem af KPiD. I perioden 1969-1989 medlem af Danmarks Kommunistiske Parti, og siden 1967 medlem af ungdomsorganisationen Danmarks Kommunistiske Ungdom.

## Udtræden af KPiD
Arne Cheller udmeldte sig, stadig værende formand, fra KPiD få dage efter kongressen i 2018. [kilde mangler]
Arne Cheller er i dag angiveligt medlem af Kommunistisk Parti.[kilde mangler]